# Partido de los Agricultores, Comerciantes e Independientes
El Partido de los Agricultores, Comerciantes e Independientes (en francés: Parti des paysans, artisans et indépendants; en alemán: Bauern-, Gewerbe- und Bürgerpartei, BGB) fue un partido político suizo fundado en 1936. Surgió de una fusión entre varios partidos de agricultores a nivel cantonal que se habían establecido durante la Primera Guerra Mundial (Zúrich en 1917 y Berna en 1918).
En noviembre de 1917, Rudolf Minger creó el Partido de Agricultores e Independientes de Berna (Bernischen Bauern- und Bürgerpartei, BGB). El partido estuvo representado por primera vez en el Consejo Federal de 1929 a 1940. Como el propio Minger, todos los demás consejeros federales del partido procedían del cantón de Berna: Eduard von Steiger (1941-1951), Markus Feldmann (1952-1958), Friedrich Traugott Wahlen (1959-1965) y Rudolf Gnägi (1966-1979). Sin embargo, Berna no era el único cantón en el que estaba representado el partido: también existía en los cantones de Argovia, Basilea, Friburgo, Schaffhausen, Tesino, Thurgau, Vaud y Zúrich.
En 1971, el Partido de Agricultores, Comerciantes e Independientes se fusionó con el Partido Democrático de los cantones de Glaris y Graubünden para formar el Partido Popular Suizo (SVP). El SVP heredó el asiento del BGB en el Consejo Federal.

## Miembros del BGB en el Consejo Federal
- Rudolf Minger (1930-1940)
- Eduard von Steiger (1941-1951)
- Markus Feldmann (1952-1958)
- Friedrich Traugott Wahlen (1959-1965)
- Rudolf Gnägi (1966-1971)

## Evolución de la representación en el Parlamento
| Año  | Votos        | %     | Consejo Nacional | +/-         | Consejo de los Estados | +/-         |
| ---- | ------------ | ----- | ---------------- | ----------- | ---------------------- | ----------- |
| 1914 | 3.383 (#7)   | 1,0%  | 1/189            |             | 0/44                   |             |
| 1917 | 19.459 (#5)  | 3,8%  | 4/189            | 3           | 0/44                   |             |
| 1919 | 114.537 (#4) | 15,3% | 30/189           | 26          | 1/44                   | 1           |
| 1922 | 118.382 (#4) | 16,1% | 34/198           | 4           | 1/44                   | Sin cambios |
| 1925 | 113.512 (#4) | 15,3% | 30/198           | 4           | 1/44                   | Sin cambios |
| 1928 | 126.961 (#4) | 15,8% | 31/198           | 1           | 3/44                   | 2           |
| 1931 | 131.809 (#4) | 15,3% | 30/187           | 1           | 3/44                   | Sin cambios |
| 1935 | 100.300 (#4) | 11,0% | 21/187           | 9           | 3/44                   | Sin cambios |
| 1939 | 91.182 (#4)  | 14,7% | 22/187           | 1           | 4/44                   | 1           |
| 1943 | 101.998 (#4) | 11,6% | 22/194           | Sin cambios | 4/44                   | Sin cambios |
| 1947 | 115.976 (#4) | 12,1% | 21/194           | 1           | 4/44                   | Sin cambios |
| 1951 | 120.819 (#4) | 12,6% | 23/196           | 2           | 3/44                   | 1           |
| 1955 | 117.847 (#4) | 12,1% | 22/196           | 1           | 3/44                   | Sin cambios |
| 1959 | 113.611 (#4) | 11,6% | 23/196           | 1           | 3/44                   | Sin cambios |
| 1963 | 109.202 (#4) | 11,4% | 22/200           | 1           | 4/44                   | 1           |
| 1967 | 109.621 (#4) | 11,0% | 21/200           | 1           | 3/44                   | 1           |